# Снарк Блануши
Снарк Блануши — 3-регулярный граф с 18 вершинами и 27 рёбрами. Существуют два таких графа. Носят имя нашедшего оба этих графа в 1946 году югославского математика Данило Блануши. (На момент 1946 года был известен всего один снарк — граф Петерсена.)
Как и все снарки, снарки Блануши являются связными кубическими графами без мостов с хроматическим индексом 4. Оба имеют хроматическое число 3, диаметр 4 и обхват 5. Они  негамильтоновы, но гипогамильтоновы.

## Алгебраические свойства
Группа автоморфизмов первого снарка Блануши имеет порядок 8 и изоморфна диэдрической группе {\displaystyle D_{4}} — группе симметрии квадрата.
Группа автоморфизмов второго снарка Блануши является абелевой группой порядка 4 и изоморфна четверной группе Клейна — прямому произведению циклической группы {\displaystyle \mathbb {Z} /2\mathbb {Z} } на себя.
Характеристические многочлены первого и второго снарков Блануши:
{\displaystyle (x-3)(x-1)^{3}(x+1)(x+2)(x^{4}+x^{3}-7x^{2}-5x+6)(x^{4}+x^{3}-5x^{2}-3x+4)^{2}\ },
{\displaystyle (x-3)(x-1)^{3}(x^{3}+2x^{2}-3x-5)(x^{3}+2x^{2}-x-1)(x^{4}+x^{3}-7x^{2}-6x+7)(x^{4}+x^{3}-5x^{2}-4x+3)}.

## Обобщённые снарки Блануши
Существуют обобщения первого и второго снарков Блануши до двух бесконечных семейств снарков порядка {\displaystyle 8n+10}, которые обозначаются {\displaystyle B_{n}^{1}} и {\displaystyle B_{n}^{2}}. Снарки Блануши являются наименьшими членами этих двух семейств.
В 2007 Мазак (J. Mazak) доказал, что цикловой хроматический индекс обобщённых снарков Блануши {\displaystyle B_{n}^{1}} равен {\displaystyle 3+{\frac {2}{n}}}.
В 2008 Геблех (M. Ghebleh) доказал, что цикловой хроматический индекс обобщённых снарков Блануши {\displaystyle B_{n}^{2}} равен {\displaystyle 3+{\frac {1}{\lfloor 1+3n/2\rfloor }}}.

## Галерея

хроматическое число первого снарка Блануши равно 3.
хроматический индекс первого снарка Блануши равен 4.
хроматическое число второго снарка Блануши равно 3.
хроматический индекс второго снарка Блануши равен 4.